# Hypsopygia ustocilialis
Hypsopygia ustocilialis är en fjärilsart som beskrevs av Fuchs 1903. Hypsopygia ustocilialis ingår i släktet Hypsopygia och familjen mott. Inga underarter finns listade i Catalogue of Life.